# Waco Custom
Waco Custom var ett amerikansktillverkat flygplan för transport- och affärsreseflygplan.
Flygplanet tillverkades vid Weaver Aircraft Company i Ohio, som i början av 1930-talet producerade ett antal olika reseflygplan som även kom till militär användning i USA.
Flygplanet var sexsitsigt och kunde beroende på om det var en eller två piloter med ombord transportera fem respektive fyra passagerare.
Flygplanet var dubbeldäckat där den undre vingens spännvidd var betydligt kortare än den övre. Röliga skevroder fanns endast på den övre vingen. Vingarna var uppbyggda kring en vingbalk som försågs med spryglar, som kläddes med duk. Det fasta hjullandstället kunde bytas ut mot flottörer. Under fenan är ett rörligt sporrhjul monterat.   

## Användning i Sverige

### Civil användning
Till Sverige importerades under 1930- och 1940-talet sju stycken Waco av tre olika utföranden.
- Waco model UIC-4 registrering SE-AED köptes från USA av Nordisk Aerotjänst i Norrköping 1937, flygplanet hyrdes ut till svenska flygvapnet under andra världskriget. Efter kriget registrerades flygplanet på Sveaflyg i Karlskoga. Flygplanet förstördes under en brand 1951.
- Waco model UIC-4 registrering SE-AFF köptes 1937 av Nordisk Aerotjänst i Norrköping från Norge med tidigare registrering LN-ABE. Under kriget hyrdes flygplanet ut till svenska flygvapnet med placering vid F 2 Hägernäs, efter bara några veckors tjänst havererade flygplanet vid Huvudskär, varvid samtliga fyra ombordvarande omkom.
- Waco model UIC-4 registrering SE-AFM köptes 1936 från Norge med tidigare registrering LN-ABW av Kurt Björkvall, flygplanet hyrdes ut till flygvapnet. Efter hyrtiden såldes flygplanet 1943 till Svensk flygtjänst som havererade med flygplanet i Bodens rangerbangård.
- Waco model ZQC-6 registrering SE-AHM köptes 1938 från Finland med tidigare registrering OH-SLA. Flygplanet såldes 1940 till finska föreningen för pengar som skänkts av familjerna Langenskiöld och Ekman på Bjärka Säby. Det användes vid F 19 Finland under finska vinterkriget. På F 19 fick flygplanet ingen tilldelad pilot utan det flögs av bland annat Bjuggren, Falk, Rissler, Mörner och Fernström. Efter kriget överfördes flygplanet till Sverige där det användes i flygvapnet på F 2 Hägernäs som transportflygplan med beteckningen Tp 8A. 1946 övertog Nordisk Aerotjänst i Norrköping flygplanet för att året efter sälja flygplanet vidare till Götaflyg i Nässjö. Flygplanet nödlandade till följd av dåligt väder med åska och hård vind vid Grankullavik. Både föraren löjtnant Crafford och passageraren klarade sig oskadade i land. På grund av den hårda vinden drev flygplanet ut i Kalmarsund och sjönk utanför Öland 1948.
- Waco model YKS-7 registrering SE-AKX köptes 1941 av Björkvallaflyg från Finländska flygvapnet med tidigare registrering OH-AFA. Flygplanet var från början Waco fabrikens demonstrationsexemplar. I samband med namnbyte överfördes flygplanet till Skandinaviska Aero 1947. Flygplanet havererade vid Öjesjön utanför Malung 1949.
- Waco model YKS-7 registrering SE-ANG köptes 1944 av Björkvallaflyg från Norge med tidigare registrering LN-EAO. Flygplanet havererade 1945 vid Stenudden, Luspebryggan.

### Militär användning
I Sverige fanns vid andra världskrigets utbrottet endast några få transportflygplan i flygvapnet. För att lösa transportflyget rekvirerade man tre civila Waco model UIC-4 som gavs beteckningen Tp 8. Flygplanen placerades på F 2 Hägernäs och brukades huvudsakligen för sambandsflygning och målgång, men även för ubåtsspaning. När finska vinterkriget var över överfördes från F 19 Finland en Waco model ZQC-6 till F 2, flygplanet gavs beteckningen Tp 8A. 1946 överförde Flygvapnet ägandet på flygplanet till Nordisk Aerotjänst i Norrköping. Till viss del som kompensation för den tidigare havererade Tp 8 (SE-AFF).